# Estrella de Bessèges 2016
La 46.ª edición de la Estrella de Bessèges tuvo lugar del 4 al 7 de febrero de 2016 con un recorrido de 621 km entre Bellegarde y Alès.
La carrera formó parte del UCI Europe Tour 2016, dentro de la categoría 2.1.
El ganador fue el francés Jérôme Coppel del IAM Cycling después de ganar la contrarreloj final. Seguido a trece segundos de ventaja sobre el francés Tony Gallopin (Lotto Soudal) y catorce sobre otro francés, Thibaut Pinot (FDJ).
En las clasificaciones secundarias, Roland Thalmann (Team Roth) se adjudicó la clasificación de la montaña, Bryan Coquard (Direct Énergie) la de los puntos, Pierre Latour (AG2R La Mondiale) la de los jóvenes y el FDJ fue el mejor equipo.

## Etapas
| Etapa     | Fecha    | Recorrido                | type                    | Distancia (km) | Ganador          | Líder            |
| --------- | -------- | ------------------------ | ----------------------- | -------------- | ---------------- | ---------------- |
| 1.ª etapa | 3 de feb | Bellegarde – Beaucaire   | etapa llana             | 152,8          | Bryan Coquard    | Bryan Coquard    |
| 2.ª etapa | 4 de feb | Nimes – Méjannes-le-Clap | etapa llana             | 152,8          | Bryan Coquard    | Bryan Coquard    |
| 3.ª etapa | 5 de feb | Bessèges – Bessèges      | etapa escarpada         | 152,6          | Sylvain Chavanel | Sylvain Chavanel |
| 4.ª etapa | 6 de feb | Tavel – Laudun-l'Ardoise | etapa escarpada         | 148,4          | Ángel Madrazo    | Sylvain Chavanel |
| 5.ª etapa | 7 de feb | Alès – Alès              | contrarreloj individual | 11,9           | Jérôme Coppel    | Jérôme Coppel    |

## Desarrollo de la carrera

### Etapa 1
|   | Ciclista            | Equipo                        | Tiempo          |
| - | ------------------- | ----------------------------- | --------------- |
| 1 | Bryan Coquard       | Direct Énergie                | 3 h 25 min 38 s |
| 2 | Timothy Dupont      | Verandas Willems Cycling Team | m.t.            |
| 3 | Antoine Demoitié    | Wanty-Groupe Gobert           | m.t.            |
| 4 | Rudy Barbier        | Roubaix Lille Métropole       | m.t.            |
| 5 | Baptiste Planckaert | Wallonie-Bruxelles            | m.t.            |

|   | Ciclista         | Equipo                        | Tiempo          |
| - | ---------------- | ----------------------------- | --------------- |
| 1 | Bryan Coquard    | Direct Énergie                | 3 h 25 min 38 s |
| 2 | Timothy Dupont   | Verandas Willems Cycling Team | a 4 s           |
| 3 | Antoine Demoitié | Wanty-Groupe Gobert           | a 6 s           |
| 4 | Tony Gallopin    | Lotto Soudal                  | a 7 s           |
| 5 | Sean De Bie      | Lotto Soudal                  | a 9 s           |

### Etapa 2
|   | Ciclista           | Equipo                      | Tiempo          |
| - | ------------------ | --------------------------- | --------------- |
| 1 | Bryan Coquard      | Direct Énergie              | 3 h 51 min 23 s |
| 2 | Matteo Pelucchi    | IAM Cycling                 | m.t.            |
| 3 | Dimitri Claeys     | Wanty-Groupe Gobert         | m.t.            |
| 4 | Bert Van Lerberghe | Topsport Vlaanderen-Baloise | m.t.            |
| 5 | Arnaud Démare      | FDJ                         | m.t.            |

|   | Ciclista         | Equipo                        | Tiempo          |
| - | ---------------- | ----------------------------- | --------------- |
| 1 | Bryan Coquard    | Direct Énergie                | 7 h 16 min 41 s |
| 2 | Dimitri Claeys   | Wanty-Groupe Gobert           | a 13 s          |
| 3 | Timothy Dupont   | Verandas Willems Cycling Team | a 14 s          |
| 4 | Matteo Pelucchi  | IAM Cycling                   | a 14 s          |
| 5 | Antoine Demoitié | Wanty-Groupe Gobert           | a 16 s          |

### Etapa 3
|   | Ciclista           | Equipo             | Tiempo          |
| - | ------------------ | ------------------ | --------------- |
| 1 | Sylvain Chavanel   | Direct Énergie     | 3 h 51 min 23 s |
| 2 | Tony Gallopin      | Lotto Soudal       | m.t.            |
| 3 | Arthur Vichot      | FDJ                | m.t.            |
| 4 | Sébastien Delfosse | Wallonie-Bruxelles | m.t.            |
| 5 | Jerome Cousin      | Cofidis            | m.t.            |

|   | Ciclista         | Equipo              | Tiempo           |
| - | ---------------- | ------------------- | ---------------- |
| 1 | Sylvain Chavanel | Direct Énergie      | 10 h 56 min 53 s |
| 2 | Tony Gallopin    | Lotto Soudal        | a 2 s            |
| 3 | Arthur Vichot    | FDJ                 | a 9 s            |
| 4 | Boris Dron       | Wanty-Groupe Gobert | a 11 s           |
| 5 | Jerome Cousin    | Cofidis             | a 12 s           |

### Etapa 4
|   | Ciclista            | Equipo                       | Tiempo         |
| - | ------------------- | ---------------------------- | -------------- |
| 1 | Ángel Madrazo       | Caja Rural-Seguros RGA       | 3 h 35min 18 s |
| 2 | Evaldas Šiškevicius | Delko Marseille Provence KTM | a 2 s          |
| 3 | Dieter Bouvry       | Roubaix-Lille Métropole      | a 4 s          |
| 4 | Frédéric Brun       | Fortuneo-Vital Concept       | a 7 s          |
| 5 | Jacob Scott         | An Post-ChainReaction        | a 11 s         |

|   | Ciclista          | Equipo                 | Tiempo           |
| - | ----------------- | ---------------------- | ---------------- |
| 1 | Sylvain Chavanel  | Direct Énergie         | 14 h 32 min 24 s |
| 2 | Tony Gallopin     | Lotto Soudal           | a 2 s            |
| 3 | Arthur Vichot     | FDJ                    | a 9 s            |
| 4 | Jerome Cousin     | Cofidis                | a 12 s           |
| 5 | Anthony Delaplace | Fortuneo-Vital Concept | a 14 s           |

### Etapa 5
|   | Ciclista               | Equipo           | Tiempo     |
| - | ---------------------- | ---------------- | ---------- |
| 1 | Jérôme Coppel          | IAM Cycling      | 16min 48 s |
| 2 | Thibaut Pinot          | FDJ              | a 14 s     |
| 3 | Jean-Christophe Péraud | Ag2r La Mondiale | a 15 s     |
| 4 | Tony Gallopin          | Lotto Soudal     | a 25 s     |
| 5 | Sylvain Chavanel       | Direct Énergie   | a 30 s     |

|   | Ciclista         | Equipo         | Tiempo           |
| - | ---------------- | -------------- | ---------------- |
| 1 | Jérôme Coppel    | IAM Cycling    | 14 h 49 min 26 s |
| 2 | Tony Gallopin    | Lotto Soudal   | a 13 s           |
| 3 | Thibaut Pinot    | FDJ            | a 13 s           |
| 4 | Sylvain Chavanel | Direct Énergie | a 16 s           |
| 5 | Arthur Vichot    | FDJ            | a 28 s           |

## Clasificaciones

### Clasificación general
| Posición | Ciclista          | Equipo                  | Tiempo           |
| -------- | ----------------- | ----------------------- | ---------------- |
|          | Jérôme Coppel     | IAM Cycling             | 14 h 49 min 26 s |
| 2º       | Tony Gallopin     | Lotto Soudal            | a 13 s           |
| 3º       | Thibaut Pinot     | FDJ                     | a 13 s           |
| 4º       | Sylvain Chavanel  | Direct Énergie          | a 16 s           |
| 5º       | Arthur Vichot     | FDJ                     | a 28 s           |
| 6º       | Dries Devenyns    | IAM Cycling             | a 33 s           |
| 7º       | Pierre Latour     | AG2R La Mondiale        | a 40 s           |
| 8º       | Maxime Monfort    | Lotto-Soudal            | a 49 s           |
| 9º       | Anthony Delaplace | Fortuneo-Vital Concept  | a 53 s           |
| 10º      | Julien Antomarchi | Roubaix Lille Métropole | a 1 m 00 s       |

### Clasificación por puntos
| Posición | Ciclista         | Equipo                 | Puntos |
| -------- | ---------------- | ---------------------- | ------ |
|          | Bryan Coquard    | Direct Énergie         | 54     |
| 2º       | Ángel Madrazo    | Caja Rural-Seguros RGA | 43     |
| 3º       | Sylvain Chavanel | Direct Énergie         | 41     |

### Clasificación de la montaña
| Posición | Ciclista        | Equipo      | Puntos |
| -------- | --------------- | ----------- | ------ |
|          | Roland Thalmann | Team Roth   | 18     |
| 2º       | Jérome Coppel   | IAM Cycling | 16     |
| 3º       | Thibaut Pinot   | FDJ         | 16     |

### Clasificación de los jóvenes
| Posición | Ciclista        | Equipo                | Tiempo           |
| -------- | --------------- | --------------------- | ---------------- |
|          | Pierre Latour   | AG2R-La Mondiale      | 14 h 50 min 06 s |
| 2º       | Antoine Warnier | Wallonie-Bruxelles    | a 55 s           |
| 3º       | Jacob Scott     | An Post-ChainReaction | a 3 min 29 s     |

### Clasificación por equipos
| Posición | Equipo           | Tiempo           |
| -------- | ---------------- | ---------------- |
|          | FDJ              | 47 h 10 min 39 s |
| 2º       | AG2R-La Mondiale | a 1 min 00 s     |
| 3º       | IAM              | a 1 min 20 s     |